# Michelsneukirchen
Michelsneukirchen là một đô thị thuộc huyện Cham bang Bayern nước Đức. Đô thị Michelsneukirchen có diện tích 32,86 km², dân số thời điểm ngày 31 tháng 12 năm 2006 là 1793 người.
Đô thị này giáp: Schorndorf, Falkenstein, Obertrübenbach và Zinzenzell ở Niederbayern.